# Трокадеро (станция метро)
«Трокадеро» (фр. Trocadéro) — пересадочный узел линий 6 и 9 Парижского метрополитена в XVI округе.

## История
Станция была открыта в 1900 году как ответвление 1 линии от станции «Этуаль» до «Трокадеро». 5 ноября 1903 года линия была продолжена до станции «Пасси» и получила название Второй Южной линии в рамках проекта замкнутого кольца метро в центре Парижа (современные 6-я и 2-я линии, образующие своего рода кольцо). 14 октября 1907 года ветка метро от станции «Этуаль» до «Трокадеро», «Пляс д’Итали» и «Гар дю Нор» стали частью 5 линии. 6 октября 1942 года часть 5 линии метро от станции «Этуаль» до станции «Пляс д’Итали» стали частью 6 линии. Пересадка на платформы станции «Трокадеро» новой 9 линии метро (первый участок линии: «Трокадеро» — «Экзельманс») открылась 8 ноября 1922 года.
В 2009 году на станции прошли реновационные работы.
Пассажиропоток пересадочного узла по входу в 2011 году, по данным RATP, составил 8 455 619 человек. В 2013 году этот показатель вырос до 8 973 095 пассажиров (24 место по уровню входного пассажиропотока в Парижском метро).

## Происхождение названия
Станция была названа в память о сражении при Трокадеро, во время которого французские войска под командованием герцога Ангулемского захватили форт Трокадеро. В честь сражения был также назван дворец Трокадеро, построенный ко Всемирной выставке 1878 года. На его месте сейчас находится дворец Шайо.

## Достопримечательности
- Кладбище Пасси
- Эйфелева башня
- Дворец Шайо, в котором находятся:
  - Музей человека (Париж)
  - Национальный Музей моря
  - Национальный музей монументов Франции
  - Национальный театр Шайо

## Пересадка на наземный транспорт
- Автобусы 22, 30, 32, 63
- Noctilien N53

## Галерея

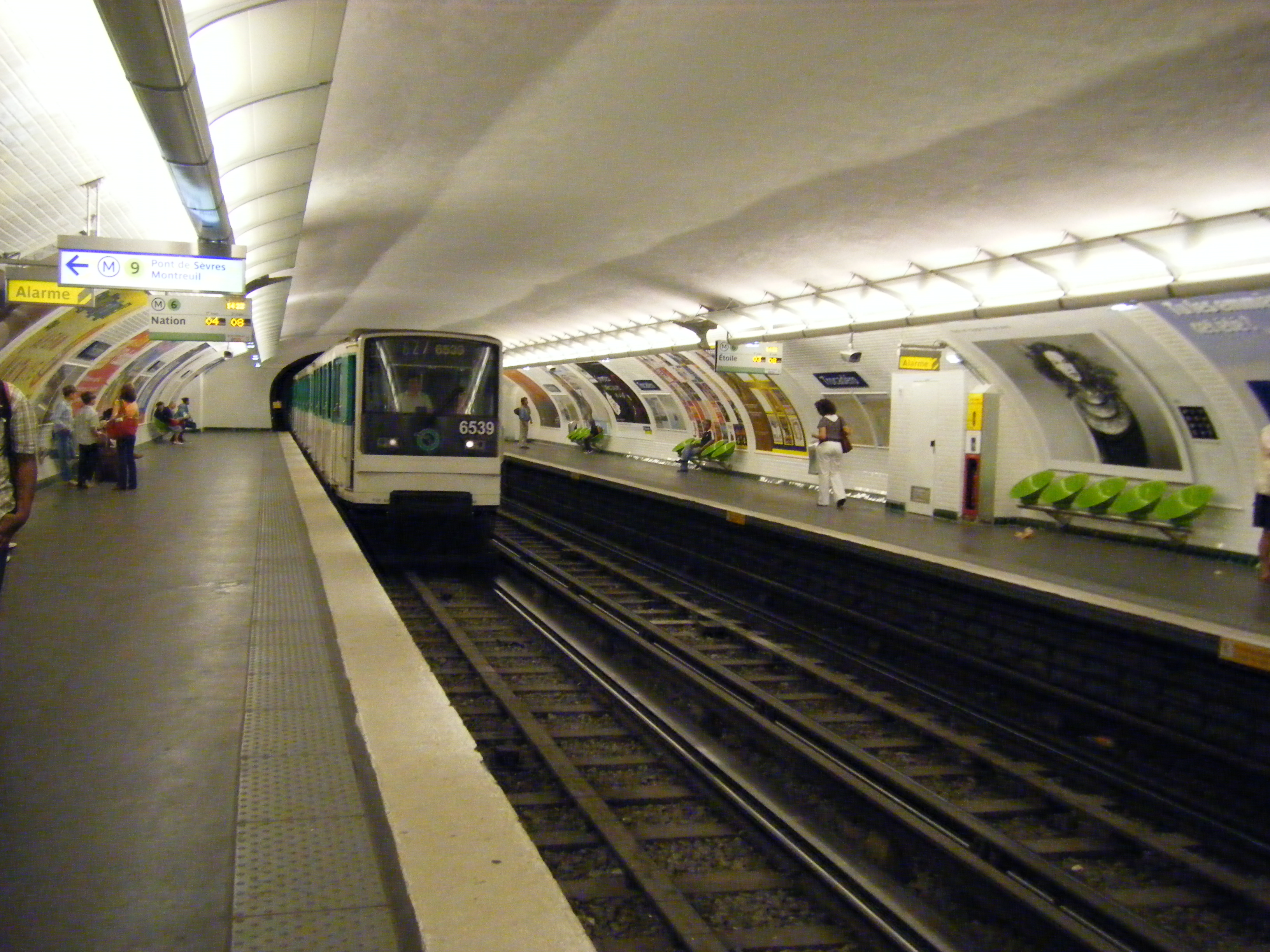
Состав модели MP 73, прибывающий на станцию 6-й линии
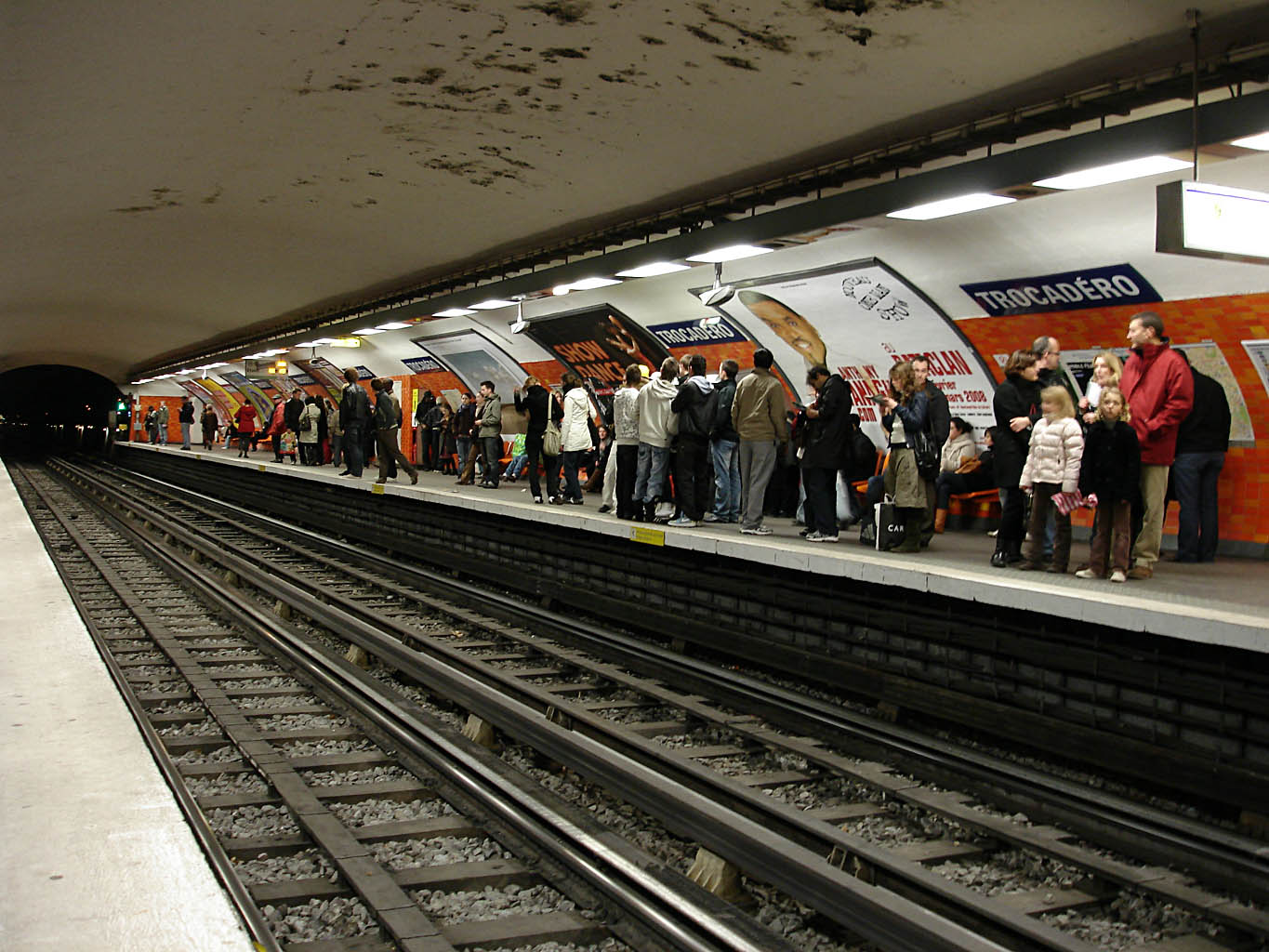
Станция 6-й линии
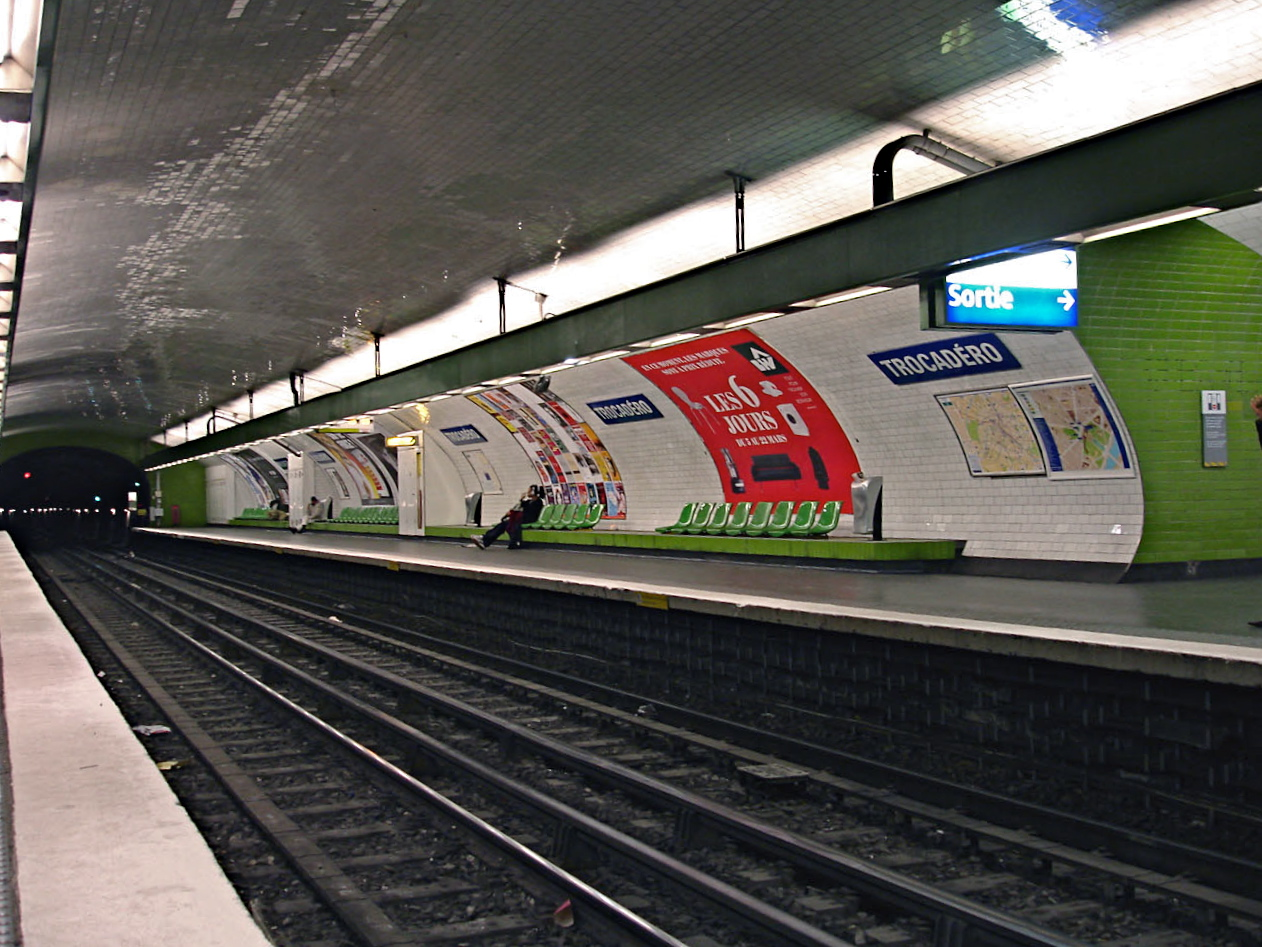
Станция 9-й линии